# Гринин, Алексей Григорьевич
Алексе́й Григо́рьевич Гри́нин (21 августа 1919, Озерки — 1 июля 1988, Москва) — советский футболист, тренер. Заслуженный мастер спорта СССР (1946).

## Биография
Родился в рабочей семье. Отец — Григорий Иосифович, работал столяром-краснодеревщиком, мать — Александра Ивановна. Старший брат Владимир также стал футболистом, были две сестры — Зинаида и Александра.
Футболом Гринина увлекли родной дядя Александр Иосифович и брат. Они привели его в озерскую заводскую футбольную команду «Красное Знамя», где они начал играть в 1934 году.
В 1936 году наставники Алексея Гринина, брат и тренер озёрских футболистов Михаил Волков уехали в Москву для обучения в Высшей школе тренеров. Одновременно они выступали за основной состав «Динамо» (Москва). В 1937 году по окончании школы Алексей Гринин начал играть за юношескую команду «Динамо» (Москва). В 1938 году дебютировал в основе, проведя 8 игр, в которых отметился 5 мячами.
В 1939 году братья перешли в ЦДКА. Алексей Гринин играл на позиции правого нападающего. Отличался высокой скоростью, напористостью, решительностью, смелостью, выносливостью, сильно бил с обеих ног, мастерски исполнял штрафные и одиннадцатиметровые удары. В команде выделялся лидерскими качествами, в течение 5 лет (1947—1952) был капитаном ЦДКА.
В 1940 году вместе с другим армейцем Григорием Федотовым выезжал со «Спартаком» на матчи в Болгарию (6:1 со «Славией» и 7:1 со сборной Софии).
После расформирования армейцев в 1952 году выступал за команду города Калинина, МВО. Всего в чемпионате СССР провел 245 матчей, забил 80 голов (в ЦДКА — 233 матча, 75 гола).
Окончил школу тренеров при ГЦОЛИФК.
С 1954 на тренерской работе. Главный тренер ОДО Львов — 1954-57, СКА (Новосибирск) — 1963 (с июля)-64, «Терека» — 1965, «Кайрата» — 1967 (по сентябрь), тренер ЦСКА Москва — 1974.
Старший тренер СК «Крылья Советов» (Москва) — 1968-70. В 1968 году «Крылья Советов» под его руководством выиграли городское первенство Москвы.
Тренер школы ЦСКА (Москва) — 1958-62, 1971-73, 1975-88. В 1971 и 1981 годах его команды выступали в финалах Всесоюзных юношеских соревнований. Наиболее известный воспитанник Гринина — Владимир Поликарпов.
Похоронен на Аллее спортсменов Востряковского кладбища в Москве

## Достижения
- Чемпион СССР: 1946, 1947, 1948, 1950, 1951
- Серебряный призёр чемпионата: 1945, 1949
- Бронзовый призёр чемпионата: 1939
- Обладатель Кубка СССР: 1945, 1948, 1951
- Дважды входил в списки лучших игроков сезона
- Выступал за сборную Москвы в 1952 году
- Член клуба Григория Федотова: 104 гола

## Семья
Жена — Зинаида Ивановна, сын — Алексей, дочь — Евгения.

## Память
- Именем Алексея Гринина назван стадион в подмосковном городе Озеры.
- В 2004 году Алексею Гринину присвоено звание «Почетный гражданин» города Озеры.
- С 1990-х годов в Озёрах проводится юношеский турнир имени Алексея Гринина[3].